# Candombe

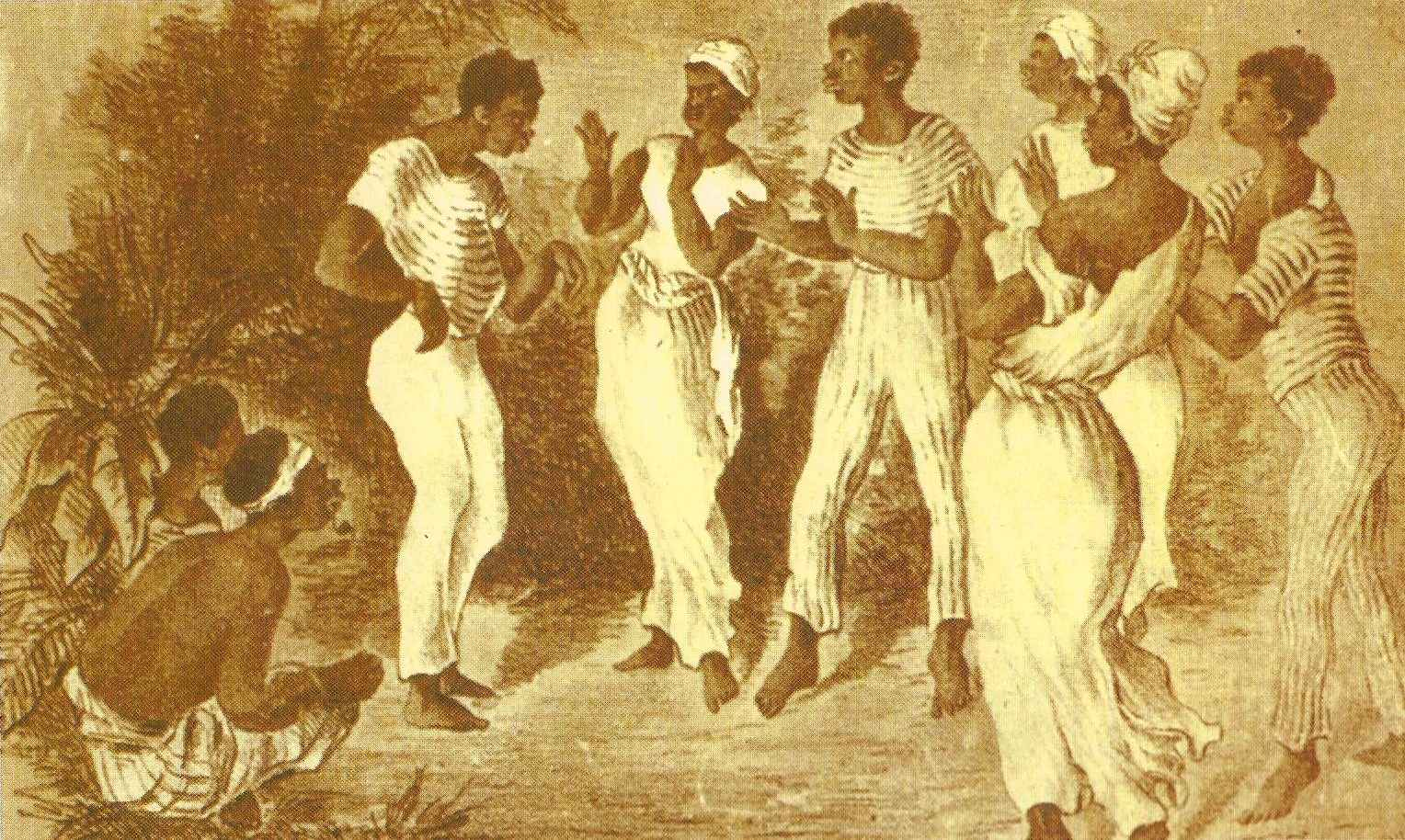
URU Escena de candombe de 1870

El candombe és un gènere musical que té les seves arrels culturals a l'Àfrica bantu i és propi de l'Uruguai, l'Argentina i el Brasil. El candombe de l'Uruguai és el més practicat i difós internacionalment i ha estat reconegut per la UNESCO com a Patrimoni Cultural Immaterial de la Humanitat. El candombe argentí pot trobar-se, en menor mesura i en forma focalitzada, a les ciutats de Buenos Aires, Santa Fe, Paraná, Saladas i Corrientes i al Brasil a la zona de Minas Gerais
Originat a partir d'influències de música africana, es va anar desenvolupant a les dues ribes del Riu de la Plata a causa de la gran afluència de negres esclaus durant l'època colonial i fins ben entrat el segle xix, quan a les dues ribes ja s'hi havien instaurat repúbliques. Amb el pas del segle xx el candombe uruguaià va anar deixant a poc a poc de ser una característica exclusiva dels afrouruguaians per passar a ser un tret d'identitat de la cultura uruguaiana

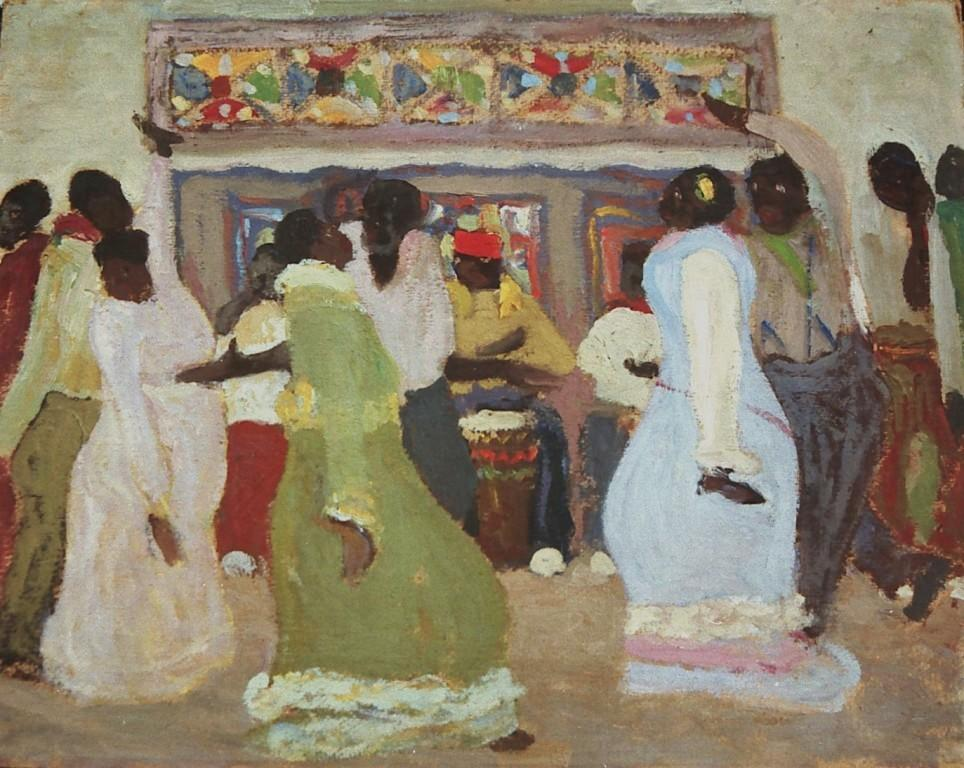
URU Pintor uruguaià Pedro Figari (1861-1938), (oli sobre cartró).

## Origen

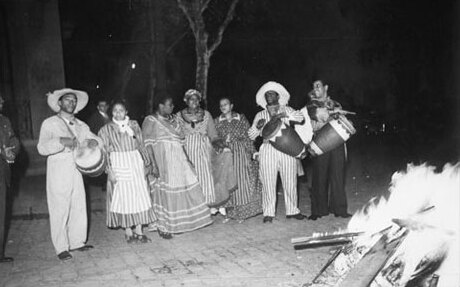
Afroargentins tocant Candombe argentí al costat d'una foguera de Sant Joan, el 1938.

La influència africana no va ser aliena a l'Argentina, on el candombe també es va desenvolupar amb característiques pròpies. A Buenos Aires hi ha població negra africana esclavitzada des de la seva mateixa fundació, el 1580. La menció més antiga documentada de la paraula candombe a Buenos Aires apareix en un document de l'Ajuntament del 27 juny 1825 en el qual es van prohibir als negres fer els seus "Batuques" i "Candombes". No obstant això la seva permanència a la  cultura argentina va ser pràcticament extinta a causa de fets com la Febre groga a Buenos Aires i la Guerra del Paraguai que van delmar la  població negra i van portar a la vora de la desaparició seus trets identitaris.
A la Ciutat de Buenos Aires, fonamentalment en els barris del sud avui anomenats San Telmo, Montserrat i San Cristóbal, es congregaven multituds per practicar-lo. Va ser decreixent paral·lelament amb la invisibilització que el govern va fer amb els negres durant els segles XIX i XX, delmats per les causes esmentades i el cabal immigratori de blancs europeus que els va desplaçar del servei domèstic, els oficis artesanals i la venda carreró.
D'altra banda, el candombe porteny (de la Ciutat de Buenos Aires i els seus voltants) va romandre ocult de cara a la societat envoltant per voluntat dels propis afrodescendents durant més d'un segle, ressorgint fa pocs anys. El candombe portenyo o argentí no té altre apel·latiu que aquests, qualsevol altra denominació, com "candombe rioplatense" o "candombe guariló", no reconeix els pròpies ni vàlides per les seves tors, ja que són producte de persones i interessos que no estan mancomunats amb els dels afroporteños (negres de la Ciutat de Buenos Aires i els seus voltants) i, per tant, no tenen valor i representativitat.

## Actualitat

### Argentina
Darrerament alguns artistes han incorporat aquest gènere a les seves composicions i van crear grups de candombe argentí i ONG de afrodescendents, com l'Associació Misibamba, Comunitat Afroargentina de Buenos Aires. No obstant això, és important tenir en compte que la varietat uruguaiana és la més practicada, a causa de la immigració d'uruguaians, mentre que la varietat argentina va tenir menys difusió local (comparada amb la difusió que hi va haver a l'Uruguai); principalment per la mermación de població d'origen negroafricana, la seva barreja amb immigrants blancs i la prohibició del Carnaval durant l'última dictadura. El candombe (varietat uruguaiana), es toca molt en els barris de San Telmo, Montserrat i La Boca.
El candombe porteny el toquen només els afroargentins en l'àmbit privat de les seves cases, ubicades principalment als voltants de la Ciutat de Buenos Aires.
Recentment, a partir del seu canvi d'estratègia de passar de l'ocultació a la visibilització, hi ha alguns iniciatives per interpretar-lo en l'espai públic, com a escenaris i desfilades carrer. Entre els grups de candombe argentí es troben Tambors del Litoral (unió de Balikumba, de Santa Fe i Candombe del Litoral, de Paranà, Entre Ríos), Bakongo (aquests, compten amb la seva pròpia pàgina web) i la Comparsa Negres Argentins; aquests dos últims són del Gran Buenos Aires.

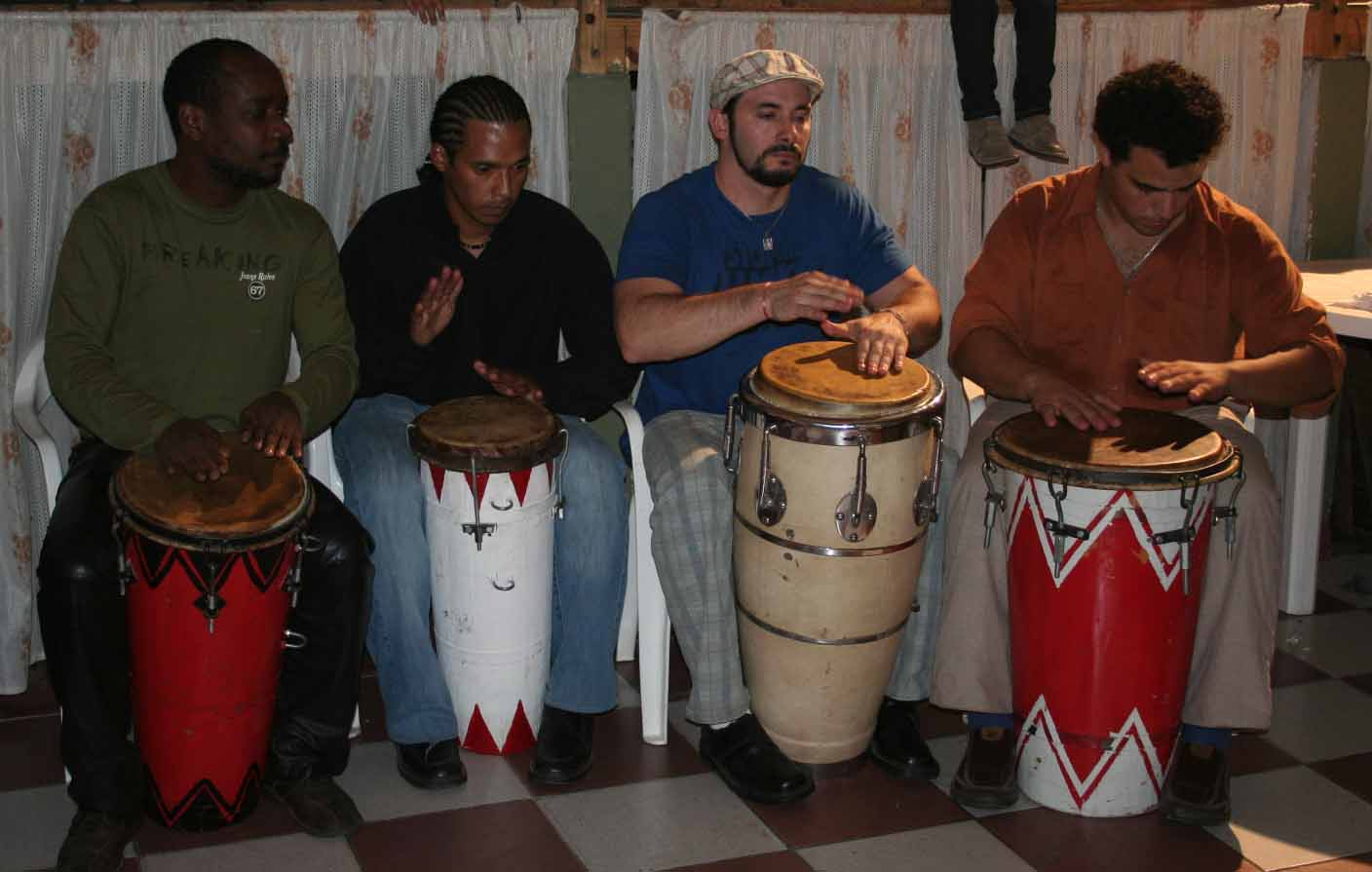
Tamboreros de candombe porteño en una fiesta de la Asociación Misibamba. Comunidad Afroargentina de Buenos Aires.

#### Instruments
Es toca amb dos tipus de tambors, d'exclusiva execució masculina: "llamador", "base", "tumba", "quinto" o "tumba base"-que és greu-i "contestador", "repicador ", "requinto" o" repiqueteador" -que és agut-. Sengles tambors n'hi ha, al seu torn, en dos models: en tronc excavat, que es pengen amb una corretja en bandolera i es toquen en desfilada de comparsa, i amb dogues, més alts que aquells i es toquen d'assegut. Tots dos tipus, es percudeixen directament amb les mans. Dos tambor és es toquen ocasionalment: el "macu" i el "sopipa". Tots dos són fets amb tronc excavat, el primer es toca posat a la pis, ja que es tracta del tambor més gran i greu de tots, i el "sopipa" que és petit i agut, penjat o sostenint entre els genolls.
Entre els idiòfons que sempre acompanyen hi ha la "taba" i la "mazacaya" (o "mazacalla"), i es podran sumar el "quisanche", el "chinesco" i la "quijada". Sigui que el candombe es toca assegut o en desfilada, es tracta d'una pràctica vocal-instrumental, existint un nodrit repertori de cants en idiomes africans arcaics, en espanyol o en una combinació d'ambdós. Solen estructurar en forma de diàleg i s'interpreten de manera solista, responsorial, antifonal o en grup. Encara que generalment el cant és una pràctica femenina, també intervenen homes. En els casos que hi ha més d'una veu, sempre és a l'uníson.